# Автомагістраль 1 (Іран)
Автомагістраль 1 — автострада на півночі Ірану, що з'єднує міста Казвін і Решт у провінції Гілян.
Ця автострада є частиною іранської системи коридору Північ-Південь.
Починається від шосе 2, перетинає гірський хребет Альборз і закінчується біля Решта. Пролягає вздовж дороги 49.

## Маршрут
| Продовжується так: На північ до Решта |                                                                            |
|                                       | Емамзаде Хашем · На південь до Ростамабад - Казвін                         |
| Платна станція Emamzadeh Hashem       |                                                                            |
|                                       | Ростамабад Туткабон                                                        |
|                                       | Рудбар                                                                     |
| У розробці                            |                                                                            |
|                                       |                                                                            |
| У розробці                            |                                                                            |
|                                       | Манджил · На північ до Ростамабад - Рашт · На південь до Лошан - Казвін    |
|                                       | Лошан                                                                      |
| Провінція Гілян · Провінція Казвін    |                                                                            |
|                                       | На північ до Лоушан - Рашт На південь до Казвіна                           |
| Платна станція Казвін                 |                                                                            |
|                                       | Автострада 2 Схід на Карадж - Тегеран Захід на Такестан - Зенджан - Тебріз |
| З півдня на північ                    |                                                                            |